# ルイス・アビラン
ルイス・アーマンド・アビラン（Luis Armando Avilán, 1989年7月19日 - ）は、ベネズエラのミランダ州カラカス出身の元プロ野球選手（投手）。左投左打。愛称はアビ（Avi）。

## 経歴

### プロ入りとブレーブス時代

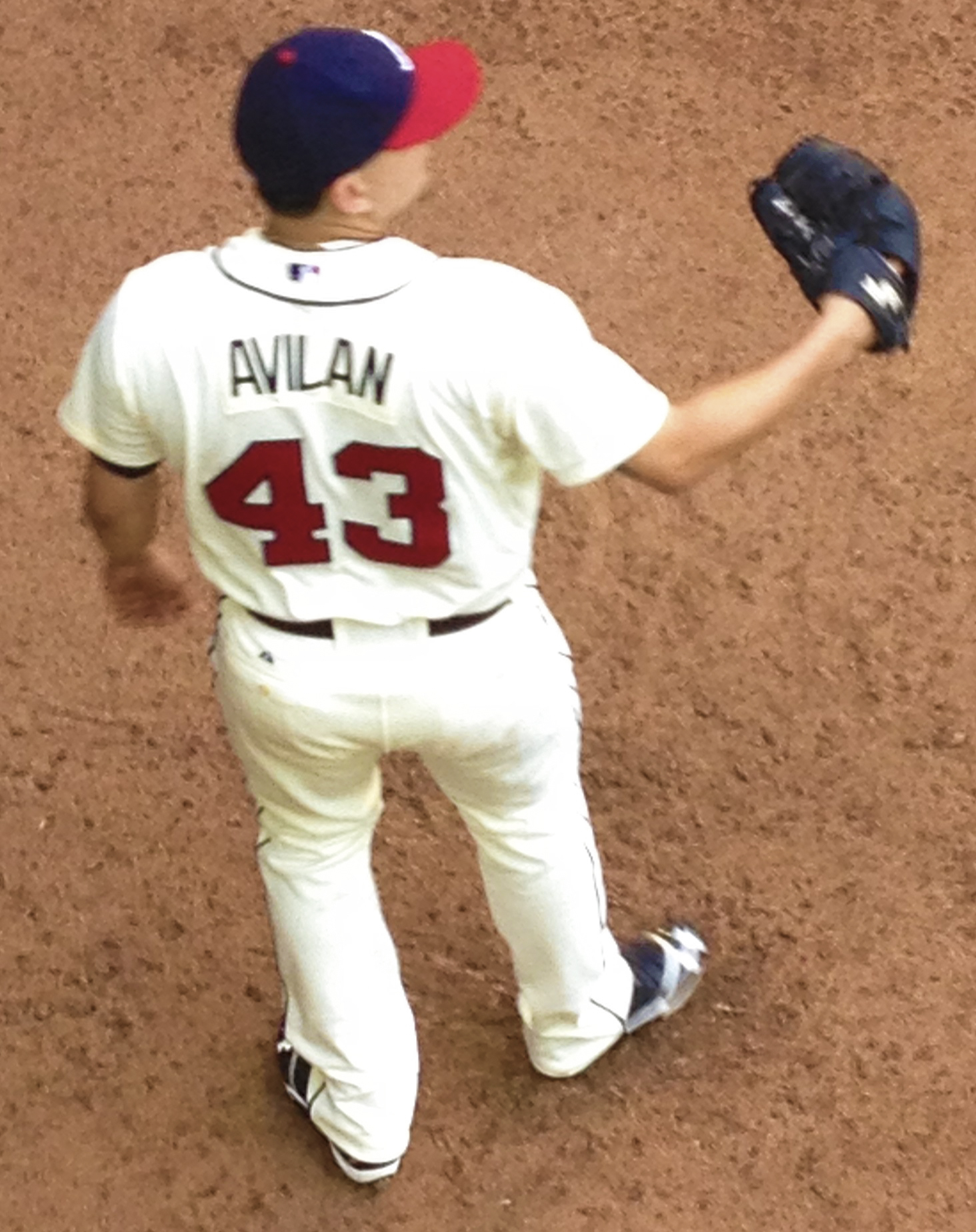
アトランタ・ブレーブス時代
（2013年6月2日）

2005年にアマチュア・フリーエージェントでアトランタ・ブレーブスと契約してプロ入り。
2012年はAA級ミシシッピ・ブレーブスで先発を務めていたが、7月5日に故障者リスト入りしたジョニー・ベンタースに代わる左のリリーバーとしてメジャーに昇格。7月14日のニューヨーク・メッツ戦で2番手として登板し、メジャーデビューを果たした。
2013年は75試合のリリーフ登板で5勝0敗、防御率1.52、WHIP0.95と大車輪の活躍ぶりを見せた。
2014年2月25日にブレーブスと1年契約に合意した。この年は62試合にリリーフ登板して勝ち運に恵まれ、4勝を挙げたが、防御率4.57、WHIP1.57とやや打ち込まれ気味で、前年のような結果は残せなかった。
2015年は、シーズン途中の時点で50試合にリリーフ登板し、2勝4敗、防御率3.58、WHIP1.20と、復調のピッチングを見せていた。

### ドジャース時代
2015年7月30日にヘクター・オリベラ、パコ・ロドリゲス、ザック・バードとのトレードで、アレックス・ウッド、ジム・ジョンソン、ブロンソン・アローヨ、ホセ・ペラザと共にロサンゼルス・ドジャースへ移籍した。ドジャース加入後は23試合に登板したが、0勝1敗、防御率5.17を記録した。同年の2球団合計の成績は、73試合の登板で2勝5敗ー防御率4.05、WHIP1.18というものだった。
2016年はメジャーでの出番が減少し、27試合・19.2イニングのリリーフ登板で防御率3.20だった。しかし、本塁打を1本も許さず、またハイペースで三振を奪って奪三振率12.8をマーク、負けなしで3勝を挙げる等、登場すれば好投した。ちなみに、マイナーのAAA級オクラホマシティ・ドジャースでは、33試合のリリーフ登板で0勝3敗4セーブ、防御率4.24、WHIP1.50、奪三振率9.8を記録、イマイチのピッチングだった。
2017年は61試合に登板して2勝3敗、防御率2.93、52奪三振を記録した。

### ホワイトソックス時代
2018年1月4日にドジャース、シカゴ・ホワイトソックス、カンザスシティ・ロイヤルズ間の三角トレードで、ホワイトソックスへ移籍した。

### フィリーズ時代
2018年8月22日にフェリックス・ポーリーノとのトレードで、フィラデルフィア・フィリーズへ移籍した。オフの11月30日にノンテンダーFAとなった。

### メッツ時代
2019年1月10日にメッツとマイナー契約を結び、スプリングトレーニングに招待選手として参加することになった。3月28日にメジャー契約を結んで40人枠入りした。オフの10月31日にFAとなった。

### ヤンキース時代
2020年2月3日にニューヨーク・ヤンキースとマイナー契約を結び、スプリングトレーニングに招待選手として参加することになった。7月21日にメジャー契約を結んで40人枠入りした。8月28日に自由契約となったが、9月6日にマイナー契約を結んだ。その後、オフの11月2日にFAとなった。

### ナショナルズ時代
2021年1月4日にワシントン・ナショナルズとマイナー契約を結んだ。シーズン開幕直前の3月28日にメジャー契約を結んでアクティブ・ロースター入りすることが発表された。開幕後は4試合に登板していたが、左肘を痛めてトミー・ジョン手術を受けることが報じられ、5月以降のシーズンを全休することになった。オフの11月3日にFAとなった。11月25日にマイナー契約でナショナルズと再契約を結んだ。
2022年はスプリングトレーニングに招待選手として参加したが、開幕後はシーズンの大半をAAA級ロチェスター・レッドウィングスで過ごし、メジャーへの昇格機会はなかった。オフは母国ベネズエラのウィンターリーグ（LVBP）でプレーした。
2023年はいずれの球団にも所属せず、10月20日に現役引退が発表された。

## 投球スタイル
90～95mphの2種類の速球（フォーシーム、ツーシーム）がメインで、特にツーシームを投げる割合が高い。変化球は左打者には73～78mphのカーブ、右打者には80～84mphのチェンジアップを決め球に用いる。

## 詳細情報

### 年度別投手成績
| 年 度     | 球 団     | 登 板 | 先 発 | 完 投 | 完 封 | 無 四 球 | 勝 利 | 敗 戦 | セ 丨 ブ | ホ 丨 ル ド | 勝 率 | 打 者 | 投 球 回 | 被 安 打 | 被 本 塁 打 | 与 四 球 | 敬 遠 | 与 死 球 | 奪 三 振 | 暴 投 | ボ 丨 ク | 失 点 | 自 責 点 | 防 御 率 | W H I P |
| --------- | --------- | ----- | ----- | ----- | ----- | -------- | ----- | ----- | -------- | ----------- | ----- | ----- | -------- | -------- | ----------- | -------- | ----- | -------- | -------- | ----- | -------- | ----- | -------- | -------- | ------- |
| 2012      | ATL       | 31    | 0     | 0     | 0     | 0        | 1     | 0     | 0        | 5           | 1.000 | 142   | 36.0     | 27       | 1           | 10       | 1     | 1        | 33       | 3     | 1        | 9     | 8        | 2.00     | 1.03    |
| 2013      | ATL       | 75    | 0     | 0     | 0     | 0        | 5     | 0     | 0        | 27          | 1.000 | 256   | 65.0     | 40       | 1           | 22       | 2     | 4        | 38       | 3     | 1        | 12    | 11       | 1.52     | 0.95    |
| 2014      | ATL       | 62    | 0     | 0     | 0     | 0        | 4     | 1     | 0        | 8           | .800  | 193   | 43.1     | 47       | 2           | 21       | 7     | 3        | 25       | 5     | 0        | 22    | 22       | 4.57     | 1.57    |
| 2015      | ATL       | 50    | 0     | 0     | 0     | 0        | 2     | 4     | 0        | 11          | .333  | 154   | 37.2     | 35       | 4           | 10       | 2     | 0        | 31       | 1     | 1        | 15    | 15       | 3.58     | 1.19    |
| 2015      | LAD       | 23    | 0     | 0     | 0     | 0        | 0     | 1     | 0        | 6           | .000  | 66    | 15.2     | 13       | 2           | 5        | 0     | 1        | 18       | 1     | 0        | 9     | 9        | 5.17     | 1.15    |
| '15計     | LAD       | 73    | 0     | 0     | 0     | 0        | 2     | 5     | 0        | 17          | .286  | 220   | 53.1     | 48       | 6           | 15       | 2     | 1        | 49       | 2     | 1        | 24    | 24       | 4.05     | 1.18    |
| 2016      | LAD       | 27    | 0     | 0     | 0     | 0        | 3     | 0     | 0        | 3           | 1.000 | 82    | 19.2     | 12       | 0           | 10       | 4     | 2        | 28       | 1     | 0        | 8     | 7        | 3.20     | 1.12    |
| 2017      | LAD       | 61    | 0     | 0     | 0     | 0        | 2     | 3     | 0        | 13          | .400  | 194   | 46.0     | 42       | 2           | 22       | 3     | 1        | 52       | 1     | 0        | 16    | 15       | 2.93     | 1.39    |
| 2018      | CWS       | 58    | 0     | 0     | 0     | 0        | 2     | 1     | 2        | 9           | .667  | 172   | 39.2     | 40       | 2           | 14       | 2     | 2        | 46       | 2     | 0        | 20    | 17       | 3.86     | 1.36    |
| 2018      | PHI       | 12    | 0     | 0     | 0     | 0        | 0     | 0     | 0        | 0           | ----  | 25    | 5.2      | 4        | 1           | 4        | 1     | 0        | 5        | 0     | 0        | 2     | 2        | 3.18     | 1.41    |
| '18計     | PHI       | 70    | 0     | 0     | 0     | 0        | 2     | 1     | 2        | 9           | .667  | 197   | 45.1     | 44       | 3           | 18       | 3     | 2        | 51       | 2     | 0        | 22    | 19       | 3.77     | 1.37    |
| 2019      | NYM       | 45    | 0     | 0     | 0     | 0        | 4     | 0     | 0        | 3           | 1.000 | 141   | 32.0     | 33       | 5           | 14       | 0     | 3        | 30       | 2     | 0        | 18    | 18       | 5.06     | 1.47    |
| 2020      | NYY       | 10    | 0     | 0     | 0     | 0        | 0     | 0     | 0        | 0           | .---  | 39    | 8.1      | 9        | 2           | 5        | 0     | 0        | 9        | 0     | 0        | 4     | 4        | 4.32     | 1.68    |
| 2021      | WSH       | 4     | 0     | 0     | 0     | 0        | 0     | 1     | 0        | 0           | .000  | 27    | 5.0      | 7        | 1           | 3        | 0     | 1        | 4        | 0     | 0        | 7     | 7        | 12.60    | 2.00    |
| MLB：10年 | MLB：10年 | 458   | 0     | 0     | 0     | 0        | 23    | 11    | 2        | 85          | .676  | 1491  | 354.0    | 309      | 23          | 140      | 22    | 18       | 319      | 19    | 3        | 142   | 135      | 3.43     | 1.27    |

### 背番号
- 43（2012年 - 2017年、2019年）
- 70（2018年、2020年 - 2021年）